# Alfons Maćkowiak
Alfons Wiktor Maćkowiak, znany także jako Alan Mack (ur. 29 marca 1916 w Berlinie, zm. 31 stycznia 2017 w Londynie) – oficer artylerii Wojska Polskiego II RP, kapitan Polskich Sił Zbrojnych, żołnierz 1 Samodzielnej Brygady Spadochronowej, po II wojnie światowej działacz polonijny w Wielkiej Brytanii, pośmiertnie awansowany do stopnia generała brygady.

## Życiorys

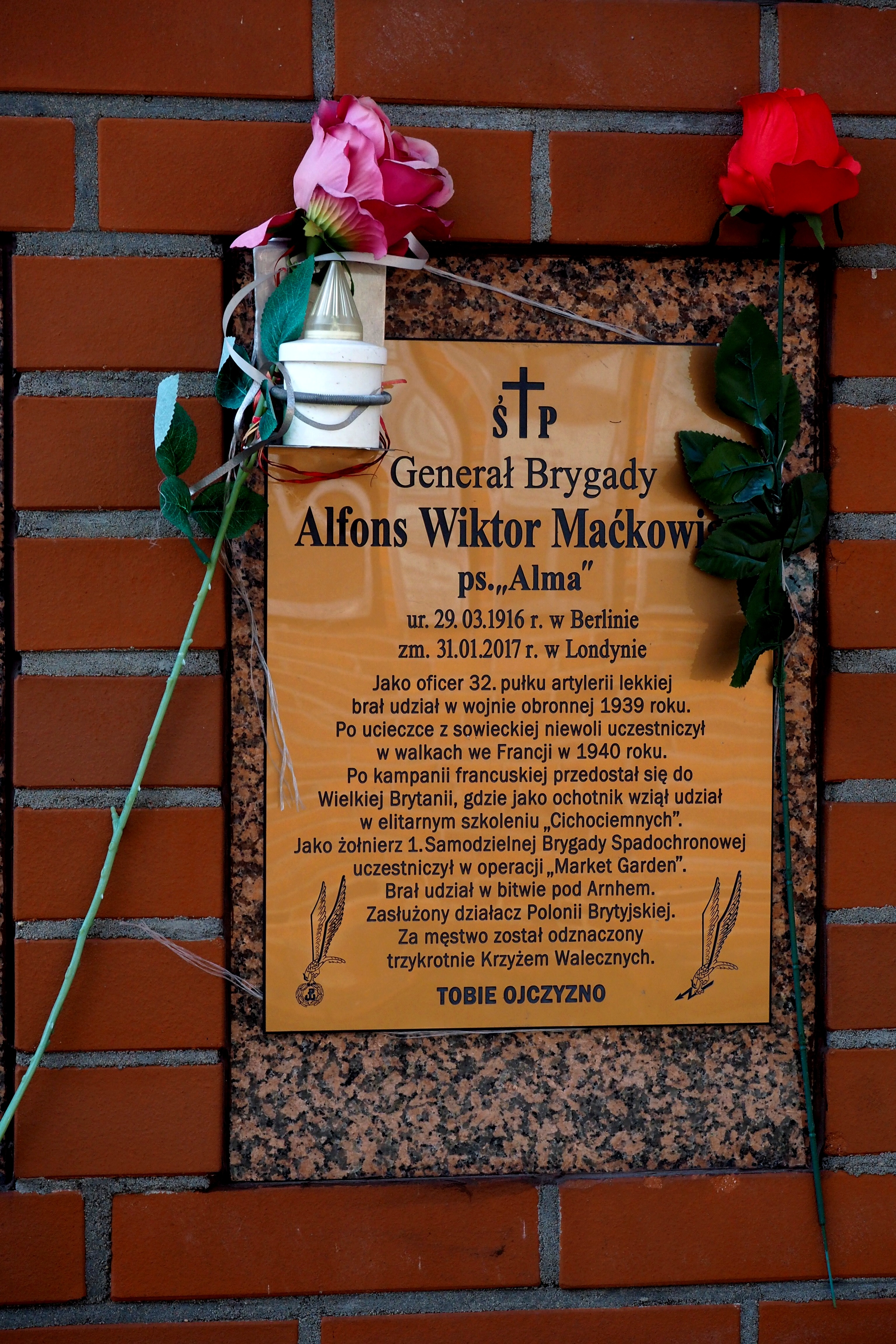
Grób gen. Alfonsa Maćkowiaka na Cmentarzu Wojskowym na Powązkach w Warszawie

Urodził się 29 marca 1916, w rodzinie Wiktora, komendanta Posterunku Policji Państwowej w Poznaniu. W młodości trenował gimnastykę w poznańskim „Sokole”, należał także do czołówki hokeistów na trawie. Trenował też boks pod okiem Feliksa Stamma. W latach 1935–1936 był słuchaczem Szkoły Podchorążych Rezerwy Artylerii we Włodzimierzu Wołyńskim, a w latach 1936–1938 słuchaczem Szkoły Podchorążych Artylerii w Toruniu. Po ukończeniu szkoły został mianowany na stopień podporucznika ze starszeństwem z 1 października 1938 i 135. lokatą w korpusie oficerów artylerii i wcielony do 32 dywizjonu artylerii lekkiej w Rembertowie na stanowisko dowódcy plutonu w 1. baterii. W sierpniu 1939 roku, w czasie mobilizacji alarmowej, został przydzielony do rezerwowego 32 pułku artylerii lekkiej na stanowisko oficera zwiadowczego 9. baterii.
Na tym stanowisku walczył w czasie kampanii wrześniowej 1939 roku, a następnie objął dowództwo baterii artylerii lekkiej. Wziął udział w obronie Różana oraz walkach nad Bugiem. Po agresji ZSRR na Polskę dostał się do niewoli sowieckiej, z której zbiegł na Węgry, gdzie został internowany. Z Węgier przedostał się do Francji, gdzie uczestniczył w bitwie pod Lagarde jako dowódca plutonu 2. baterii 1 Wileńskiego Pułku Artylerii Lekkiej. Ponownie dostał się do niewoli, tym razem niemieckiej, i został osadzony w obozie jenieckim w Strasburgu z którego po tygodniu uciekł. Dzięki znajomości języka francuskiego udało mu się przedostać do nieokupowanej części Francji.
Od 1941 roku przebywał w Wielkiej Brytanii. Służył w 1 Samodzielnej Brygadzie Spadochronowej, zaś w 1942 zgłosił się na kurs dla Cichociemnych, po ukończeniu którego został zatrzymany w ośrodku jako instruktor wyszkolenia fizycznego. Specjalizował się w działalności dywersyjnej, ćwiczeniach sprawnościowych, sportach walki, oraz w eliminacji wroga gołymi rękoma. Od września 1944 roku ponownie służył w 1 Samodzielnej Brygadzie Spadochronowej. Był uczestnikiem operacji Market-Garden, w trakcie której 18 września 1944 roku wylądował szybowcem Horsa pod Arnhem. W trakcie operacji obsługiwał radiostacje, służył w ochronie ckm-u i był sanitariuszem. 25 września został ranny i dostał się do niewoli niemieckiej w Oosterbeek. Od 31 października 1944 roku do 2 kwietnia 1945 roku był jeńcem Oflagu IX A Spangenberg. Po powrocie do Wielkiej Brytanii w kwietniu 1945 roku powrócił do 1 Samodzielnej Brygady Spadochronowej. W lipcu 1946 roku otrzymał przydział do 4 pułku artylerii przeciwpancernej na stanowisku dowódcy I dywizjonu. Został zdemobilizowany w grudniu 1947 roku w stopniu kapitana.
Po zakończeniu służby wojskowej przeszedł kurs hotelarski i do 1957 roku prowadził pensjonat w Esseksie. Następnie, za namową żony nauczycielki, sam został nauczycielem, uczył wychowania fizycznego w Bishop’s Stortford College, zaś od 1964 roku przez kolejne 25 lat pracował jako trener klubu lekkoatletycznego Uniwersytetu Oksfordzkiego. Przez wiele lat pracował także społecznie w Polskim Ośrodku Społeczno-Kulturalnym w Londynie. W 2000 roku został awansowany na stopień pułkownika. 
W roku 2003 był zaangażowany w organizację XI Światowych Igrzysk Polonijnych w Poznaniu. Nad Jeziorem Maltańskim podczas ceremonii otwarcia złożył przysięgę w imieniu sportowców. W 2005 roku Krzysztof Miklas i Jan Tarczyński zrealizowali film dokumentalny o Alanie Alfonsie Maćkowiaku pt. "Lądowanie w Oxfordzie", w którym A. Maćkowiak opowiada o swoim życiu. Film był wielokrotnie emitowany w TVP Polonia i TVP Historia. 
W 2007 roku wziął udział w realizacji filmu dokumentalnego w reż. Joanny Pieciukiewicz pt. „Honor generała”, poświęconego postaci gen. Stanisława Sosabowskiego (organizator 1 Samodzielnej Brygady Spadochronowej).
Zmarł 31 stycznia 2017 roku. 16 lutego 2017 roku Prezydent Rzeczypospolitej Polskiej Andrzej Duda, na wniosek ministra obrony narodowej Antoniego Macierewicza, pośmiertnie awansował Alfonsa Maćkowiaka na stopień generała brygady.
W Dzień Spadochroniarza 23 września 2017 odbył się w Warszawie uroczysty pogrzeb Alfonsa Maćkowiaka, po którym jego prochy zostały pochowane na Cmentarzu Wojskowym na Powązkach (kwatera D20 kolumbarium I-2-2).

## Upamiętnienie
7 kwietnia 2018 roku odsłonięto nad Jeziorem Maltańskim w Poznaniu tablicę poświęconą pamięci Alfonsa Maćkowiaka.

## Ordery i odznaczenia
- Krzyż Kawalerski Orderu Odrodzenia Polski (6 kwietnia 2000, za wybitne zasługi w działalności polonijnej i kombatanckiej, przyznany postanowieniem prezydenta RP Aleksandra Kwaśniewskiego)[11]
- Krzyż Walecznych – trzykrotnie[1][12]
- Złoty Krzyż Zasługi (1990, przyznany zarządzeniem prezydenta RP na uchodźstwie Ryszarda Kaczorowskiego)[13]
- Srebrny Krzyż Zasługi (1974, przyznany zarządzeniem prezydenta RP na uchodźstwie Stanisława Ostrowskiego)[14]
- Krzyż Armii Krajowej[12]
- Krzyż Czynu Bojowego Polskich Sił Zbrojnych na Zachodzie[12]
- Medal „Za udział w wojnie obronnej 1939”
- Krzyż Zasługi Stowarzyszenia Polskich Kombatantów[12]
- Krzyż Wojenny ze srebrną gwiazdką (Francja)[12]
- Krzyż Kombatantów (Francja)[12]
- Krzyż Wojenny (Francja)[12]
- Gwiazda za Francję i Niemcy (Wlk. Brytania)[12]
- Gwiazda za 1939–1945 (Wlk. Brytania)[12]
- Medal Wojny 1939–1945 (Wlk. Brytania)[12]